# NF Environnement Ameublement
La marque NF Environnement Ameublement est une certification créée en partenariat avec les industriels, les associations et les pouvoirs publics. Son attribution se fait par Afnor Certification et l'institut technologique FCBA.
La norme NF Environnement Ameublement garantie au consommateur : la qualité et la durabilité du produit et la limitation des impacts sur sa santé ou l'environnement. Le produit doit correspondre à un cahier des charges précis, composé de 20 critères. Ces critères prennent en compte les différentes étapes du cycle de vie du produit :
- Critères relatifs aux matériaux utilisés ;
- Critères relatifs à l'impact énergétique ;
- Critères relatifs à l'emballage et au transport ;
- Critères relatifs à l'information du consommateurs ;
- Critères relatifs au recyclage[2].